# Martin Finnland

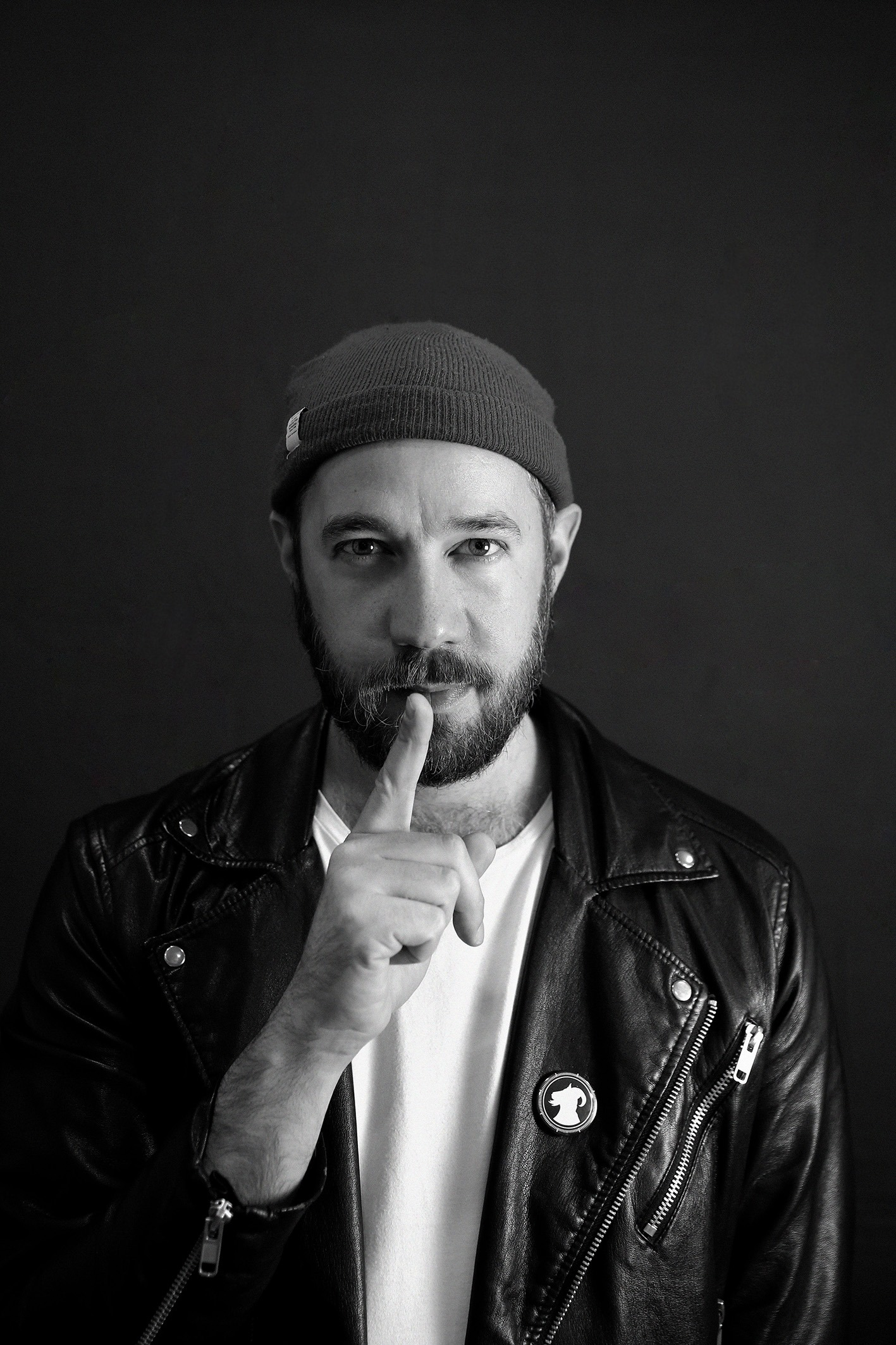
Martin Finnland (2020)

Martin Finnland (* 12. Dezember 1982 in Zell am See als Martin Hötzeneder) ist ein österreichischer Theaterregisseur und Theatermacher.

## Leben
Martin Finnland wurde 1982 als Sohn einer Finnin und eines Österreichers in Zell am See geboren und wuchs in Kaprun auf. Er studierte Wirtschaft an der FH Salzburg. Von 2007 bis 2009 arbeitete er beim Wiener Life Ball, wo er anfangs im Team der Produktion, später im Team der Eröffnungsshow tätig war. 2011 konzipiert er die immersive Theatergruppe Nesterval. Mit Teresa Löfberg ist er Mitbegründer des Vereins „Nesterval. Verein zur Förderung Immersiven Theaters“ und tritt seitdem unter dem Künstlernamen Martin Finnland auf. Als Autodidakt inszenierte er mit Nesterval unter anderem für das Festival Steirischer Herbst, das Theaterfestival Spectrum (Neue Bühne Villach), die Kulturinitiative karlsplatz.org, das Internationale Theaterfestival SCHÄXPIR in Linz, das ANTIFestival in Kuopio / Finnland und das internationale Sommerfestival Kampnagel in Hamburg. Seit 2016 ist Martin Finnland als Regisseur der Gruppe Nesterval unter den regulären Künstlern bei brut Wien gelistet, wo er zahlreiche Theaterprojekte realisiert hat. 2019 und 2020 war er im Rahmen des EU-Projektes beSpectACTive! zu Residencies in Novi Sad / Serbien, Santander / Spanien und Sansepolcro / Italien eingeladen. Für die Produktion „Der Kreisky Test“, bei der Finnland Regie führte, wurde Nesterval 2020 mit dem Nestroy-Spezialpreis ausgezeichnet. Zwei weitere Arbeiten Finnlands waren für einen Nestroy-Theaterpreis nominiert.

## Werke (Auszug)
- 2012: „Zirkusblut“ für die Kunsthalle Wien im Zuge der Ausstellung „Parallelwelt Zirkus“: rund um den Wiener Prater.
- 2014, 2015: „Real-Life-Jump’n’Run: Super Mario“ für FM4 im Zuge des Streetlife Festival: rund um den Wiener Karlsplatz.[3][4]
- 2014, 2016: „Edith Nesterval“ für das /slash Filmfestival: Wiener Narrenturm.[5][6]
- 2014, 2015: „Rauhnacht“: rund um den Wiener Prater.
- 2015: „Die Heimkehr der Eleonore Nesterval“ für das Festival Steirischer Herbst: mehrere öffentliche und private Gebäude im Ortskern der Marktgemeinde Vordernberg.[7][8]
- 2016: „Der letzte Ball“ für das brut Wien im Rahmen des Festivals imagetanz: brut Wien und Otto Wagner Pavillon.[9]
- 2016: „Die Leiden der Gebrüder Grimm“: in und rund um die ehemalige K.u.k. Militär-Konservenfabrik in Bruckneudorf.
- 2016: „Die dunkle Weihnacht im Haus Grimm“: ehemalige Kunstmöbelfabrik Bothe und Ehrmann in der Schloßgasse in Wien-Margareten.
- 2017: „Zirkusblut“: Wiederaufnahme von 2012. Immersives Theaterabenteuer rund um den Wiener Prater.
- 2017: „Zirkus der Schatten“: immersives Zirkus – und Theaterabenteuer in Kooperation mit dem Circus Pikard.
- 2017: „Where the f*** is Alice?“: immersives Stadtabenteuer anlässlich des „Karlstages“ in Kooperation mit diversen Institutionen rund um den Wiener Karlsplatz (u. a. brut Wien, Kunsthalle Wien, Wien Museum)
- 2017: „Nesterval’s Dirty Faust – The Time of their Life – and Death“: immersives Theater inspiriert von Goethes Faust und Tanzfilmen aus den 80er-Jahren in Kooperation mit brut Wien.[10][11]
- 2018: „Nesterval’s Struwwelpeter“: immersives Stadtabenteuer auf Grundlage des Kinderbuchs Struwwelpeter anlässlich des „Karlstages“ in Kooperation mit diversen Institutionen rund um den Wiener Karlsplatz (u. a. brut Wien, Kunsthalle Wien, Wien Museum oder Stadtkino)[12]
- 2018: „Das Dorf“: immersives Theater in Kooperation mit brut Wien, das feministische Literatur des 19. Jahrhunderts mit österreichischen Heimatfilmen und trostlosem Bergbauernrealismus remixed. Nominiert für den Spezialpreis des Nestroy-Theaterpreis 2019.[13]
- 2019: „Das Festbankett“: immersives Theater in Kooperation mit dem Wien Museum. Das Stück basiert auf der "Traumnovelle" von Arthur Schnitzler, "Eyes Wide Shut", Stanley Kubricks filmischer Adaption davon, und den Biografien berühmter Wiener Persönlichkeiten von Maria Theresia bis Falco.[14]
- 2019: „Nestervals: Eine Sommernachtsmatrix“, Koproduktion mit dem Schäxpir-Festival in Linz.
- 2019: „Anna-Liisa Nesterval“, Koproduktion mit dem ANTI Contemporary Art Festival in Kuopio Finnland.[15]
- 2019: „Die dunkle Weihnacht im Hause Grimm“: immersives Theater in Kooperation mit brut Wien[16].
- 2020: „Der Kreisky-Test“, die erste Online-Produktion von Nesterval. Koproduktion mit brut Wien und Be SpectACTive![2][17].
- 2020: „Der Willy Brandt-Test“, Online-Produktion von Nesterval. Koproduktion mit dem Internationalen Sommerfestival von Kampnagel in Hamburg.[18]
- 2020: „Goodbye Kreisky. Willkommen im Untergrund“. Koproduktion mit brut Wien
- 2021: „Sankt Peter“: für den Flachgau adaptierte Fassung der Produktion „Das Dorf“, die 2019 für den Nestroypreis in der Kategorie Spezialpreis nominiert wurde; Auftragswerk für das Supergau-Festival.[19]
- 2021: „Sex, Drugs & Budd'n'brooks“, eine Adaption des Romans Buddenbrooks von Thomas Mann. Koproduktion mit dem Internationalen Sommerfestival von Kampnagel in Hamburg.[20][21]
- 2022: „Sex, Drugs & Budd'n'brooks“, die Wien-Adaption des Romans Buddenbrooks von Thomas Mann. Eine Koproduktion mit brut Wien in der eigens für Wien adaptierten Version. Manns Erzählung vom Aufstieg und Fall einer Lübecker Kaufmannsfamilie wurde ins Schausteller-Millieu versetzt, erzählt wird die Geschichte der fiktiven Prater-Dynastie der Nestervals, bespielt wurde ein leer stehendes Gebäude auf der Parzelle 34 im Wurstelprater.[22][23][24][25]
- 2022: „Die letzten Tage der Nestervals“, ein immersiver Theaterabend in Kooperation mit Österreichische Bundesforste und Schloss Eckartsau über die letzten Tage der Monarchie in Österreich.[26][27]
- 2023: „Die Namenlosen“, ein Stück, das sich mit der systematischen Verfolgung und Ermordung homosexueller und trans Menschen während der Zeit des Nationalsozialismus auseinandersetzt. Koproduktion mit Brut Wien und unter der wissenschaftlichen Begleitung von QWIEN – Zentrum für queere Stadtgeschichte realisiert.[28]
- 2023: „Die Namenlosen – verfolgt in Hamburg“ ist eine Adaption von „Die Namenlosen“ mit historischen Bezügen zur Verfolgung Homosexueller im Nationalsozialismus in Hamburg und eine Koproduktion mit dem Internationalen Sommerfestival Kampnagel in Hamburg[29]
- 2024: „Das Festbankett“, Wiederaufnahme von 2019 aufgrund der Wiedereröffnung des Wien Museums
- 2024: "Nestervals Götterdämmerung" in der Neuen Staatsoper, der Nebenspielstätte der Wiener Staatsoper

## Preise und Auszeichnungen
- 2019 Nominierung für „Das Dorf“ für den Spezialpreis des Nestroy-Theaterpreis.[30]
- 2020 Spezialpreis des Nestroy-Theaterpreis für „Der Keisky-Test“.[31][32]
- 2023 wurde Nesterval für die Produktion „Die Namenlosen“ für den Spezialpreis des Nestroy-Theaterpreis nominiert.[33]
- 2024 stand Nesterval für die Produktion „Die Namenlosen – verfolgt in Hamburg“ auf der Shortlist des nachtkrikik-Theatertreffens.[34]
- 2024 hat die Jury des Impulse (Theaterfestival) „Die Namenlosen“ als eine von neun herausragenden und herausfordernden Produktionen ausgewählt, um sie im Showcase des Festivals zu präsentieren.[35]